# Seznam mehiških politikov
Seznam mehiških politikov.

## A
Lucas Alamán - Ignácio Alas - Luisa María Alcalde Luján - Jorge Alcocer Varela - Miguel Alemán Valdés - Ignacio Manuel Altamirano - Juan Álvarez - Luis Echeverría Álvarez - Pedro María de Anaya -  Ricardo Anaya Cortés - Mariano Arista - Manuel Ávila Camacho

## B
Miguel Barbachano Terrazo - Juan Nepomuceno Batres - Alberto Begné Guerra - José María Bocanegra - Nicolás Bravo Rueda - Anastasio Bustamante

## C
Felipe Calderón Hinojosa - Valentín Canalizo - Jesús de Cárdenas -
Lázaro Cárdenas -
Venustiano Carranza - Martín Carrera - Francisco S. Carvajal -
Jorge Castañeda - Juan Bautista Ceballos - Enrique Cervantes Aguirre - Salvador Cienfuegos -
Luis Donaldo Colosio - Ignacio Comonfort - Ramón Corral - Antonio Cumplido

## D
Pablo de la Llave - Cristina Díaz -
Porfirio Díaz - Gustavo Díaz Ordaz Bolaños Cacho - Rómulo Díaz de la Vega

## E
Marcelo Ebrard - Juan María de Echéverri y Chacón - Luis Echeverría - Plutarco Elías Calles - Luis Enrique Erro -

## F
Arsenio Farell - Vicente Fox Quesada - Alejandra Frausto Guerrero

## G
Guillermo Galván Galván - Valentín Gómez Farías - Manuel Gómez Pedraza - Manuel González Flores - Jorge Emilio González Martínez - Carlos Salinas de Gortari - Manuel Granados Covarrubias - Ildefonso Guajardo - Vicente Guerrero

## H
José Joaquín de Herrera - Victoriano Huerta - Adolfo de la Huerta

## I
José María Iglesias - Agustín de Itúrbide -

## J
Benito Juárez -

## L
José María de la Asunción Juan de Lacunza y Blengua -Teodosio Lares - Pedro Lascuráin - Francisco León de la Barra - Sebastián Lerdo de Tejada - José María Nestorio Liceaga y Reyna - Manuel María Lombardini - José Tiburcio López Constante - Adolfo López Mateos - Andrés Manuel López Obrador - José López Portillo - Antonio López de Santa Anna - José Ignacio Antonio López Rayón

## M
Francisco I. Madero - Gustavo Madero Muñoz - Miguel de la Madrid Hurtado - Maksimiljan I. (Fernando Maximiliano José de Austria y Baviera) - Graciela Márquez Colín - Juan N. Méndez - Santiago Méndez Ibarra - Patricia Mercado - Román Guillermo Meyer Falcón - Manuel de Mier y Terán -  Esteban Moctezuma Barragán - Beatriz Mojica Morga - Humberto Moreira Valdés - Rubén Moreira Valdez - José María Morelos - Melchor Múzquiz

## N
Norma Rocío Nahle García - César Nava Vázquez - Enrique Peña Nieto

## O
Álvaro Obregón - Manuel Orozco y Berra -
Pascual Orozco - Pascual Ortiz Rubio -
Manuel José Othón -

## P
Beatriz Paredes Rangel - Mariano Paredes - Carlos Pellicer - Enrique Peña Nieto - Manuel de la Peña y Peña - Yeidckol Polevnsky - Emilio Portes Gil - Guillermo Prieto -

## Q
Armando Quintero Martínez - 

## R
Alfonso Lastras Ramirez - Abelardo L. Rodríguez - Jaime Rodríguez Calderón - Guillermo Rossell de la Lama - M. N. Roy - Adolfo Ruiz Cortines - Tomás Ruíz González

## S
Carlos Salinas de Gortari - Olga Sánchez Cordero - Luis Crescencio Sandoval González - Claudia Sheinbaum Pardo - Aquiles Serdán - José María Pino Suárez

## T
Ignacio Torres Magaña - Jaime Torres Bodet

## U
Carlos Manuel Urzúa Macías

## V
Héctor Vasconcelos - José Vasconcelos Calderón (1882-1959) - Gerardo Clemente Vega - Pedro Vélez - Guadalupe Victoria (José Miguel Ramón Adaucto Fernández y Félix) - Santiago Vidaurri Valdez - Luis Videgaray Caso - Pancho Villa - Víctor Villalobos - Manuel Vizcarra -  

## W
José Woldenberg - 

## Z
Emiliano Zapata - Lorenzo de Zavala - Manuel Zebadua - Ernesto Zedillo Ponce de León - Damián Zepeda Vidales